# 이재준 (1960년)
이재준(李載俊, 1960년 5월 1일~)은 대한민국의 정치인이다. 제10대 경기도 고양시장이다.
제8·9대 경기도의원을 지냈으며, 2018년 지방선거에서 고양시장에 당선되었다.

## 학력
- 아산중학교 졸업
- 1975~1978 천안중앙고등학교 졸업
- 1979~1987 국민대학교 경제학 학사

## 경력
- 국민대학교 총학생회 회장
- 2002 민족문제연구소 고파지부 지부장
- 2004 국가균형발전자문위원회 자문위원
- 2005 민주화운동기념관 건립추진위원회 경기북부 조직위원
- 민주당 경기도당 평생교육특별위원회 위원장
- 2010. 7.~2014. 6. 제8대 경기도의회 의원(초선, 고양시 제2선거구)
  - 경기도의회 민주당 대변인
- 2014. 7.~2018. 3. 제9대 경기도의회 의원(재선, 고양시 제2선거구)
  - 2016. 7.~2018. 3. 제9대 경기도의회 후반기 기획재정위원회 위원장
- 2016. 6.~2018. 2. 더불어민주당 경기도당 고양시갑 지역위원회 위원장
- 2018. 7.~2022. 6. 제10대 민선 7기 경기도 고양시장(초선)

## 전과
- 일반교통방해, 집회및시위에관한법률위반: 벌금 2,000,000원 - 2007년 11월 8일 선고[1]

## 역대 선거 결과
|  | 33.28% |

|  | 56.94% |

|  | 51.73% |

|  | 58.47% |

|  | 44.85% |